# Wolfdietrich Ziesel
Wolfdietrich Ziesel (* 20. April 1934 in München; † 22. Dezember 2015) war ein österreichischer Bauingenieur.

## Leben
Ziesel studierte nach dem Abitur 1952 in Salzburg Bauingenieurwesen an der TU Wien mit dem Schwerpunkt konstruktiver Ingenieurbau mit dem Diplom 1957 und wurde 1958 promoviert. Nachdem er Assistent von Kurt Klöppel an der TH Darmstadt gewesen war, eröffnete er 1962 ein Ingenieurbüro in Wien. 
Von 1977 bis 2000 war er Universitätsprofessor und Vorstand des Instituts für Statik und Tragwerkslehre an der Akademie der bildenden Künste Wien.
Er entwarf rund 700 Bauten in Österreich und international. Dabei arbeitete er mit vielen bekannten Architekten zusammen, unter anderem mit Coop Himmelblau, Carl Auböck, Ernst Hiesmayr, Hans Hollein, Wilhelm Holzbauer, Clemens Holzmeister, Adolf Krischanitz, Gustav Peichl, Anton Schweighofer. 

## Anerkennungen
- 1976 Europäischer Stahlbaupreis
- 1994 Adolf-Loos-Preis für die Brücke Hackinger Steg in Wien
- 2002 mit Otto Häuselmayer, Ekkehard Wunderer: Nominierung Staatspreis Consulting Ingenieurconsulting für die Überdachung der Hanghäuser von Ephesos der Ruinen in Ephesos
- 2004 Ehrenkreuz für Wissenschaft und Kunst
- 2005 Goldenes Ehrenzeichen des Landes Wien

## Projekte (Auswahl)
- Ephesos, Schutzbau für Ausgrabungen Hanghaus II (Architekt Häuselmayer)
- Innenhofüberdachung des Historischen Museums Wien (Architekt Manikas)
- Hackinger Steg, Fußgängerbrücke über das Wiental in Wien-Hütteldorf (Architekten Henke, Schreieck)
- Traisenpavillon, Ausstellungshalle St. Pölten (Architekt Krischanitz)

## Schriften
- Dream Bridges/Traumbrücken, Springer 2004[1]
- Konstruktion, Gestaltung, Lehre, Wien 1982
- Bau Kunst Ingenieur. The Art of Civil Engineering, Edition Seitenberg, Wien 1989